# Wola Mołodycka
Wola Mołodycka – przysiółek wsi Mołodycz w Polsce położona w województwie podkarpackim, w powiecie jarosławskim, w gminie Wiązownica, w sołectwie Mołodycz.
W latach 1975–1998 miejscowość położona była w województwie przemyskim.
Wola Mołodycka jest położona w północnej części miejscowości, od północnej strony DW 867 i obejmuje 43 domy.